# Mait Patrail
Mait Patrail (ur. 11 kwietnia 1988 w Põlvie) – estoński piłkarz ręczny, reprezentant kraju, lewy rozgrywający. Obecnie występuje w Bundeslidze, w drużynie TSV Hannover-Burgdorf.

## Sukcesy
- mistrz Szwajcarii  (2010, 2011)